# Napeogenes pteronymiensis
Napeogenes pteronymiensis är en fjärilsart som beskrevs av Richard Haensch 1905. Napeogenes pteronymiensis ingår i släktet Napeogenes och familjen praktfjärilar. Inga underarter finns listade i Catalogue of Life.